# خودروی خورشیدی
خودروی خورشیدی (به انگلیسی: Solar car) نوعی وسیله نقلیه خورشیدی است که برای حمل‌ونقل زمینی استفاده می‌شود. خودروهای خورشیدی معمولاً فقط با برق تأمین شده از خورشید کار می‌کنند، اگرچه در برخی از مدل‌ها از برق باتری به عنوان مکمل آن استفاده می‌شود.
در خودروهای خورشیدی از فناوری موجود در صنایع هوافضا، دوچرخه‌ها، انرژی‌های تجدیدپذیر، و صنایع خودروسازی کمک گرفته می‌شود. طراحی یک خودروی خورشیدی با مقدار انرژی ورودی به اتومبیل به شدت محدود می‌شود. بیشتر خودروهای خورشیدی فقط جهت مسابقات خودروهای خورشیدی ساخته شده‌اند. اگرچه نمونه‌های اولیه‌ای برای استفاده عمومی طراحی شده‌اند، اما در حال حاضر هیچ خودروی خورشیدی تولید انبوهی برای استفاده عموم وجود ندارد.

## موتور
موتورهای مورد استفاده در خودروهای خورشیدی به‌طور معمول حدود ۲ یا ۳ اسب بخار نیرو تولید می‌کنند، با این حال خودروهای خورشیدی سبک آزمایشی ممکن است به سرعت یک خودروی خانوادگی معمولی (۱۶۰ کیلومتر در ساعت) نیز برسند.